# Богдан Огризовић
Богдан Огризовић (Загреб, 30. март 1911 — Загреб, 20. децембар 1943), професор и учесник Народноослободилачке борбе.

## Биографија
Рођен је 30. марта 1911. године у Загребу, где је завршио средњу школу и Филозофски факултет. Био је асистент при катедри за физику и професор у Првој и Петој реалној гимназији у Загребу. За време Шестојануарске диктатуре краља Александра, Огризовић је радио веома активно с ученицима. Члан Комунистичке партије Југославије постао је 1934. године. Те је године ухапошен по први пут због учешћа у студентским демонстрацијама.
Када је Загреб био окупиран, Богдан Огризовић је био на дужности секретара Четвртог рејонског комитета КПЈ. Ускоро је био изабран за председника Народноослободилачког одбора града Загреба. Усташе су га ухапсиле 2. јула 1943. године. Ништа није признао полицији за време мучења и испитивања. Обешен је заједно са 15 антифашиста у загребачкој Дубрави, 20. децембра 1943. године.
Гимназија у Клаићевој улици бр. 1, у којој је Огризовић некад предавао, носила је његово име све до 1990-их.